# Tuoshanyan
Tuoshanyan (en chinois : 它山堰 ; pinyin : Tuōshān yàn ; litt. « Barrage de la montagne solitaire »), est le nom donné à un barrage érigé sous l'empereur Tang Wenzong durant la Dynastie Tang en 833 et localisé à proximité des villages de Tashanyancun et de Yinjiangzhen dans le District de Haishu appartenant la ville sous-provinciale de Ningbo, dans la province du Zhejiang, en République populaire de Chine. Originellement conçu sous la supervision de Wang Yuanwei pour empêcher l'eau salée d'accéder aux rives du fleuve Fenghua et pour permettre de stocker de l'eau lors des périodes de grande sécheresse, elle devint par la suite partie intégrante d'un grand système d'irrigation.

## Histoire
Avant la construction du barrage, la région, pâtissant des pluies extrêmement fortes tous les étés et automnes causées par le climat subtropical local, était connue pour subir régulièrement des inondations dévastatrices qui, conjugués avec le relief assez plat et la haute teneur en sel du fleuve Fenghua, ravageaient les récoltes et livraient les habitants aux pires famines.
Le barrage de Tuoshanyan fut la réponse officielle apportée à cette problématique. Sa construction fut décidée par Wang Yuanwei, magistrat du comté de Yin provenant originellement du Shandong, et s'acheva en 833.
En plus d'endiguer le risque d'inondation et d'écarter définitivement l'eau salée des surfaces cultivables, le barrage fut également utilisé pour détourner l'eau vers deux directions différentes. Le premier flux se dirige le long de la rivière de Nantang, dessert Dongqiao, Hengzhang, Beidu, Lishe, Shiqi et Duantang, puis atteint la ville de Ningbo intra-muros avant de se déverser dans le lac du Soleil (en chinois : 日湖 ; pinyin : Rì hú) aujourd'hui disparu et le lac de la Lune (en chinois : 月湖 ; pinyin : Yuè hú) qui existe encore aujourd'hui. Le second flux remonte vers le nord, desservant Xiaoxi, Meiyuan et Shenjiao au passage.

Ancien réseau des cours d'eau de Ningbo, avec les lacs du Soleil et de la Lune mis en surbrillance

Au total, 16 000 hectares de surfaces agricoles sont directement alimentés par le système hydraulique du barrage de Tuoshanyan et des différentes installations construites en périphérie, et ce encore aujourd'hui.

## Données techniques
Le barrage mesure environ 100 mètres de long et sa partie supérieure fait approximativement 5 mètres de large.
Sa partie externe  est composée de pierre de dimensions assez régulières (2 à 3 mètres de long et de 0,2 à 0,35 mètre d'épaisseur) tandis que sa partie interne est faite d'un mélange de pierre et de bois. A certains endroits, du fer fondu fut injecté pour permettre de consolider le corps central.
La structure fut imaginée de manière que le barrage s'ajuste en parfaite corrélation avec le cours de la rivière et qu'il soit le plus à même de supporter les risques liés à l'érosion au cours du temps. Des travaux de maintenance et de restructuration furent effectués en permanence au cours des dynasties qui suivirent jusqu'à la République de Chine.

## Reconnaissance

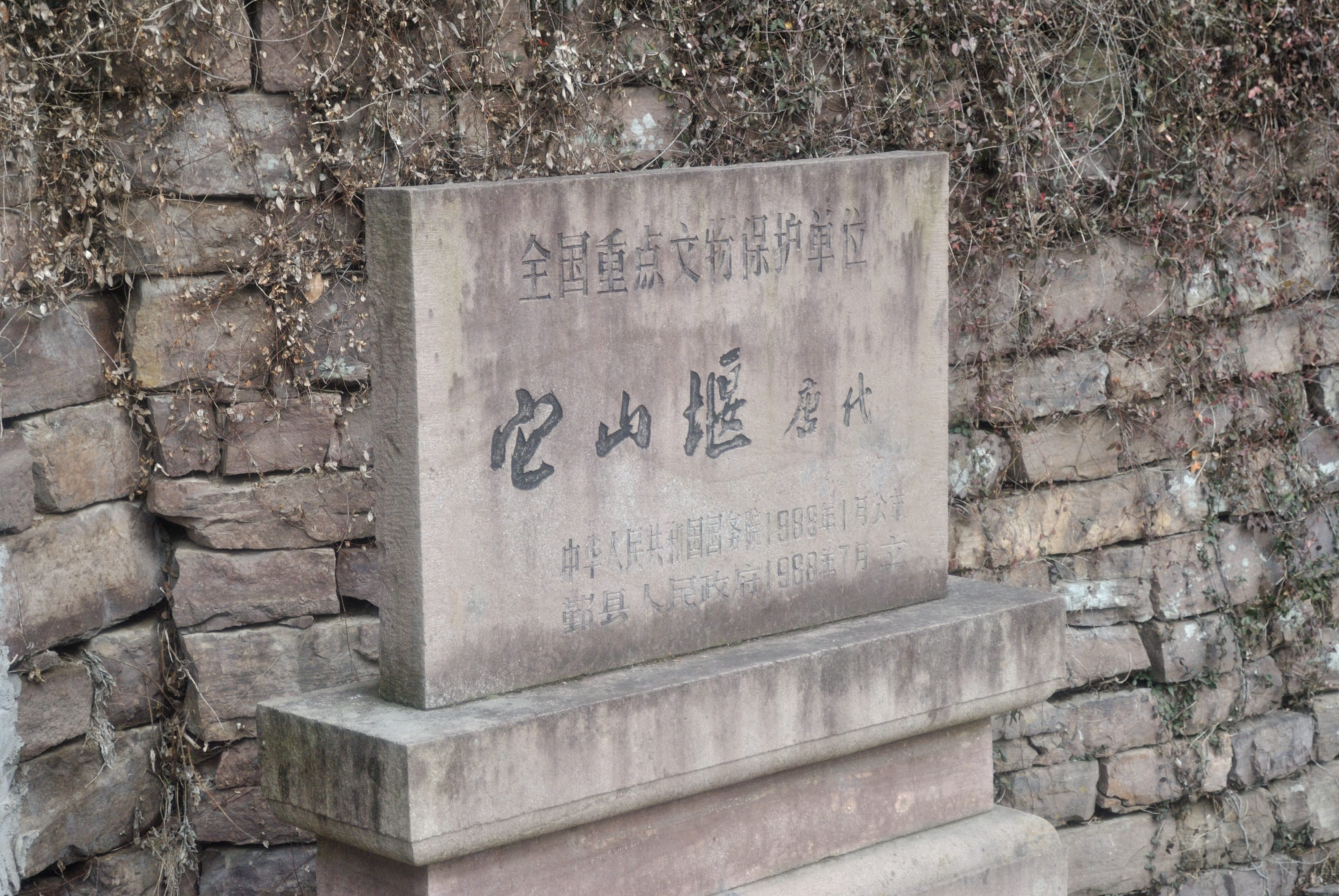
Stèle remémorant l'accession de Tuoshanyan en tant que site reconnu et protégé au niveau national

Le barrage du Tuoshanyan fut officiellement inscrit le 13 janvier 1988 dans la 3ème liste des sites historiques et culturels majeurs protégés au niveau national. Il en constitue le numéro 55.
Il est reconnu comme étant l'un des quatre grands projets de conservation de l'eau de la Chine impériale ou pré-impériale, avec le canal de Zhengguo, le système d'irrigation de Dujiangyan ainsi que le canal Lingqu.
Un temple, comportant une statue à l'effigie de Wang Yuanwei et de dix constructeurs de Tuoshanyan fut construit à proximité en l'honneur du fondateur du barrage, et d'importantes cérémonies et festivités culturelles s'y tiennent régulièrement.

## Galerie

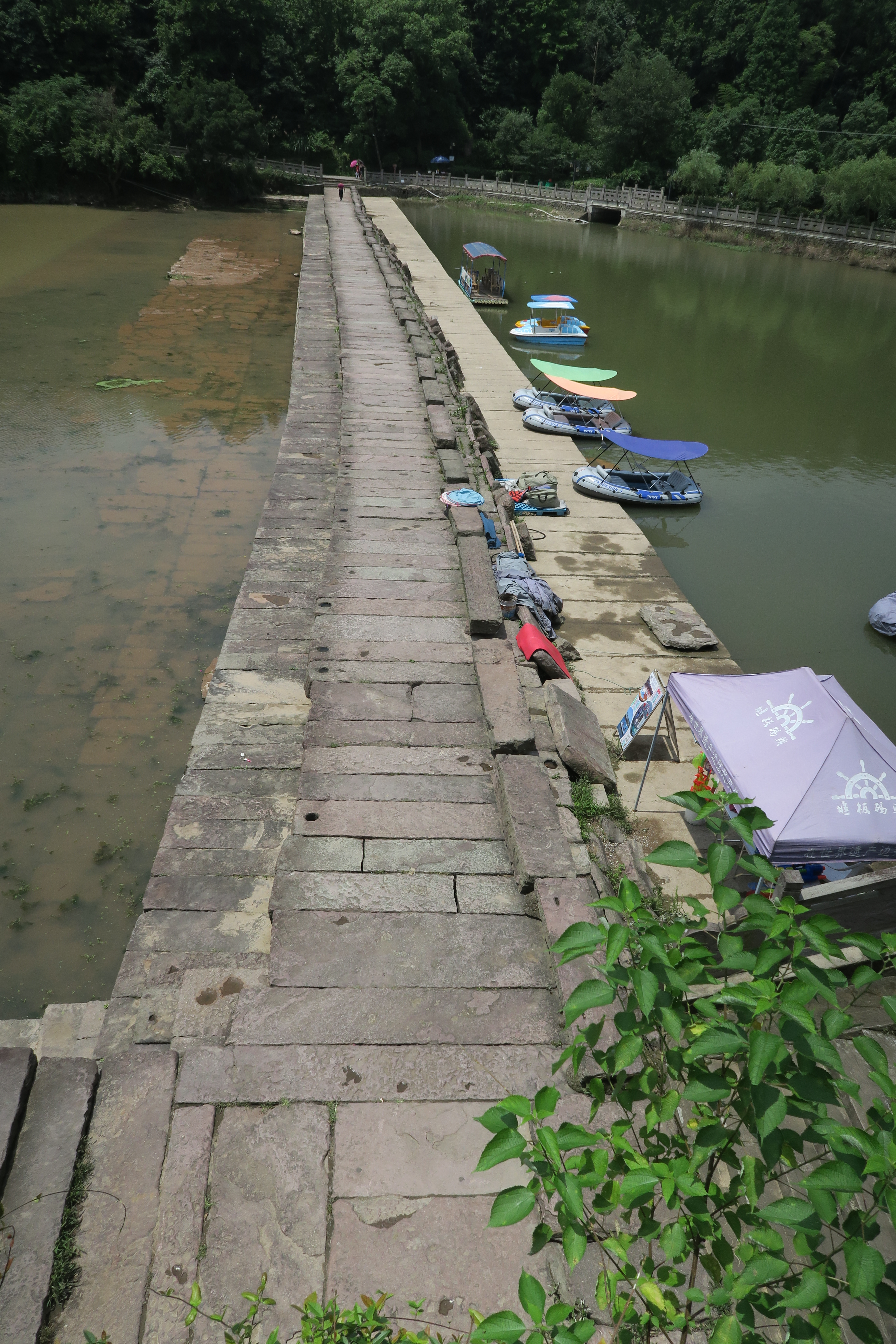
Vue depuis l'extrémité nord
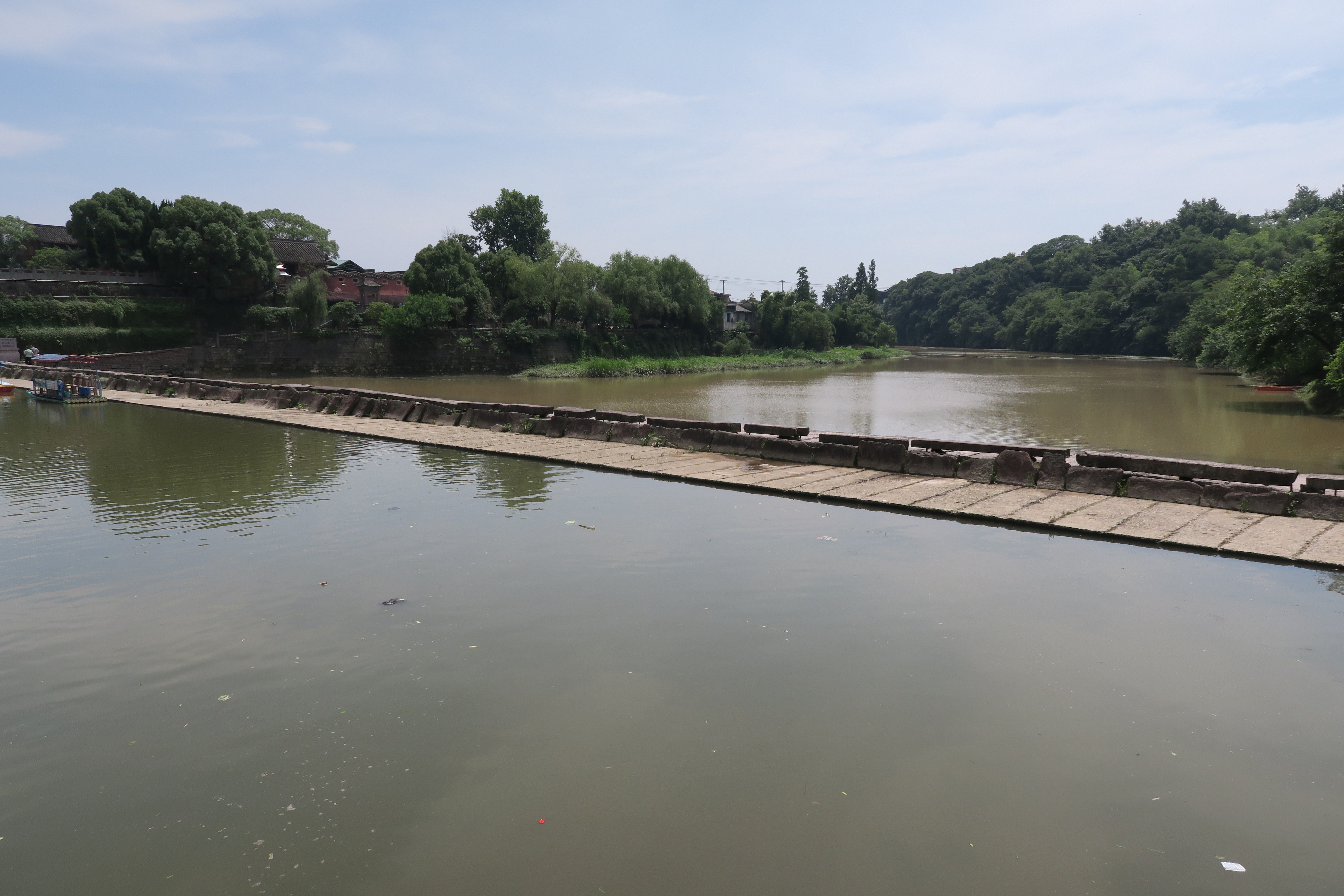
Vue en amont
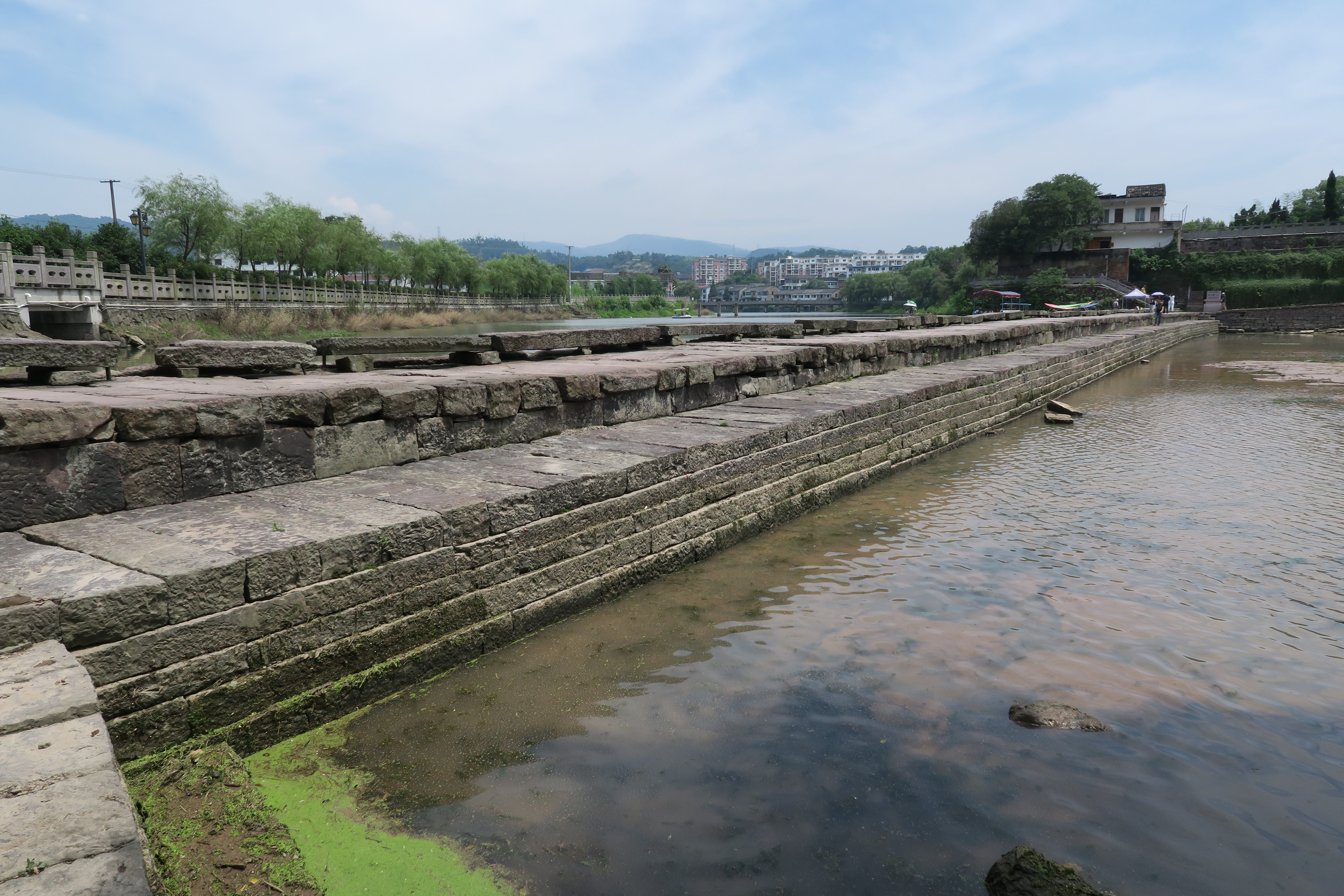
Vue en aval
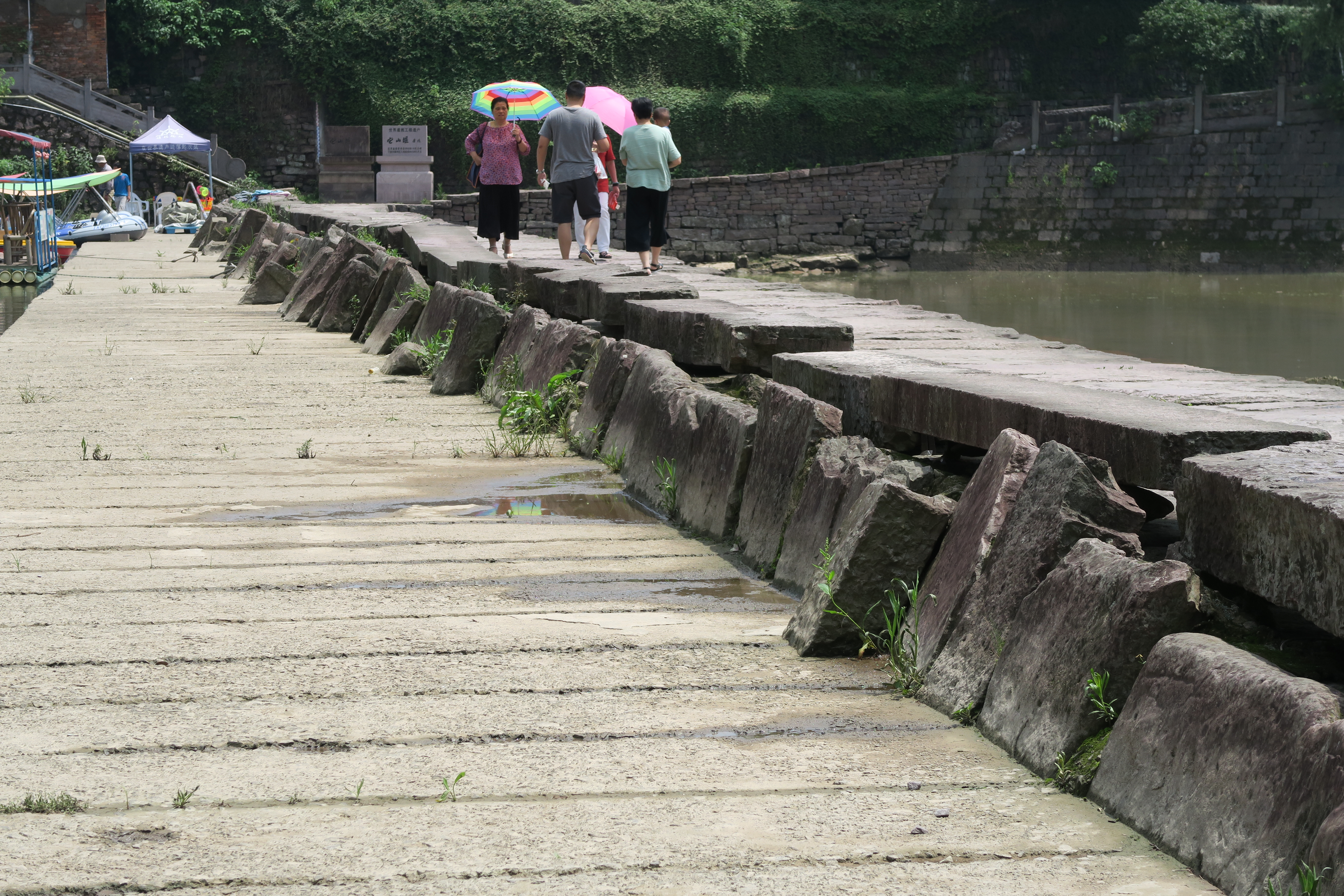
Partie du barrage en amont
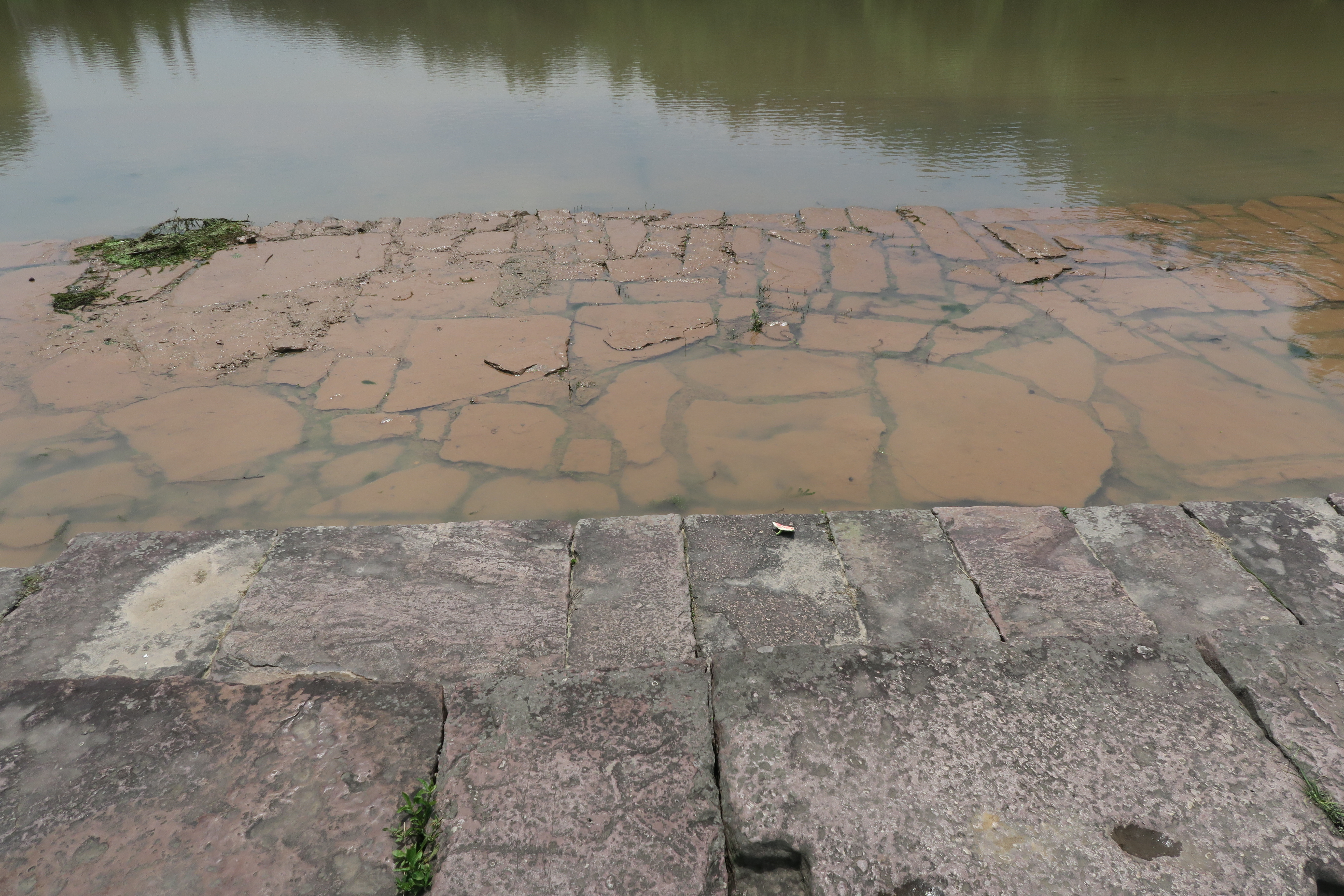
Partie du barrage en aval
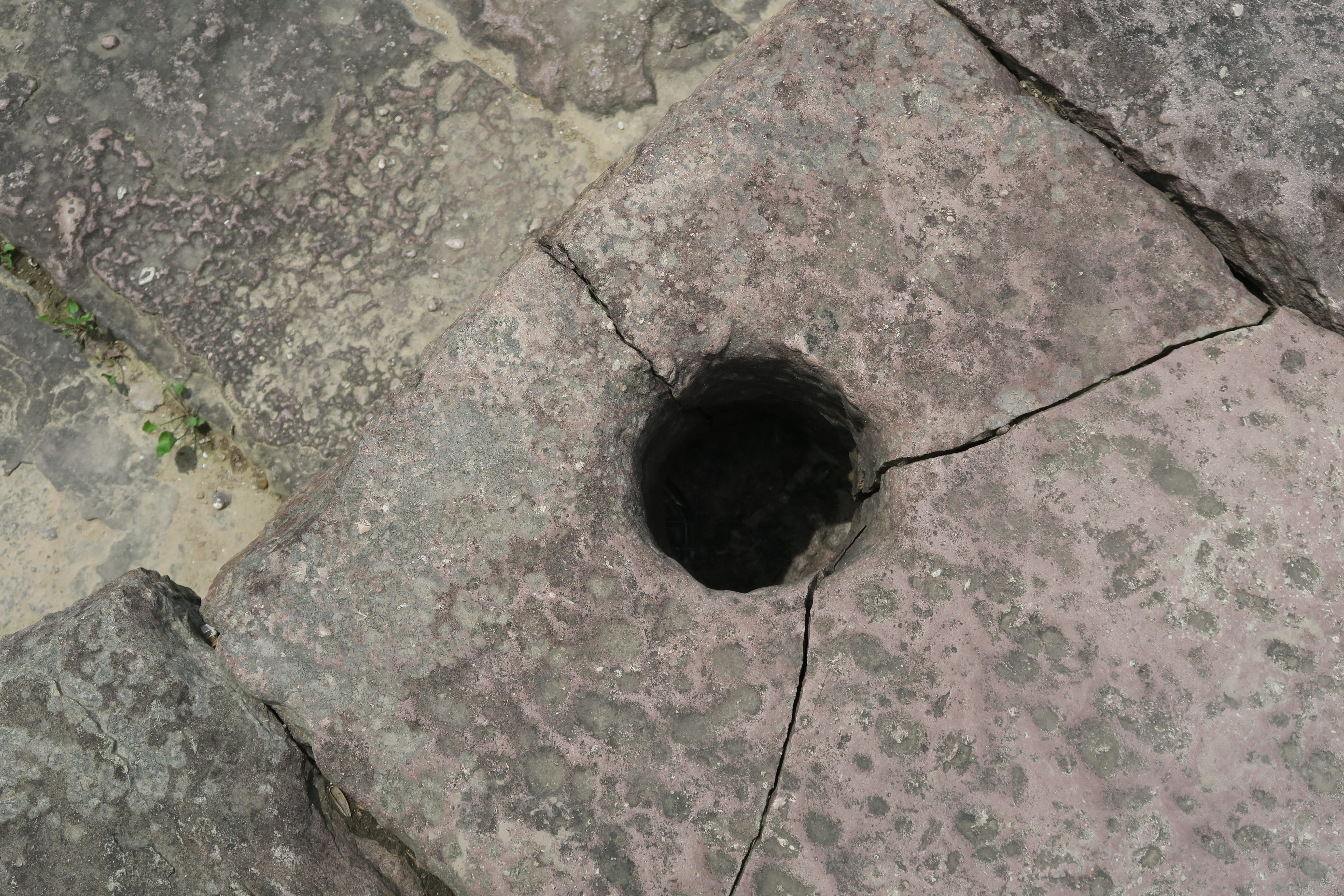
Les trous où fut injecté du fer fondu
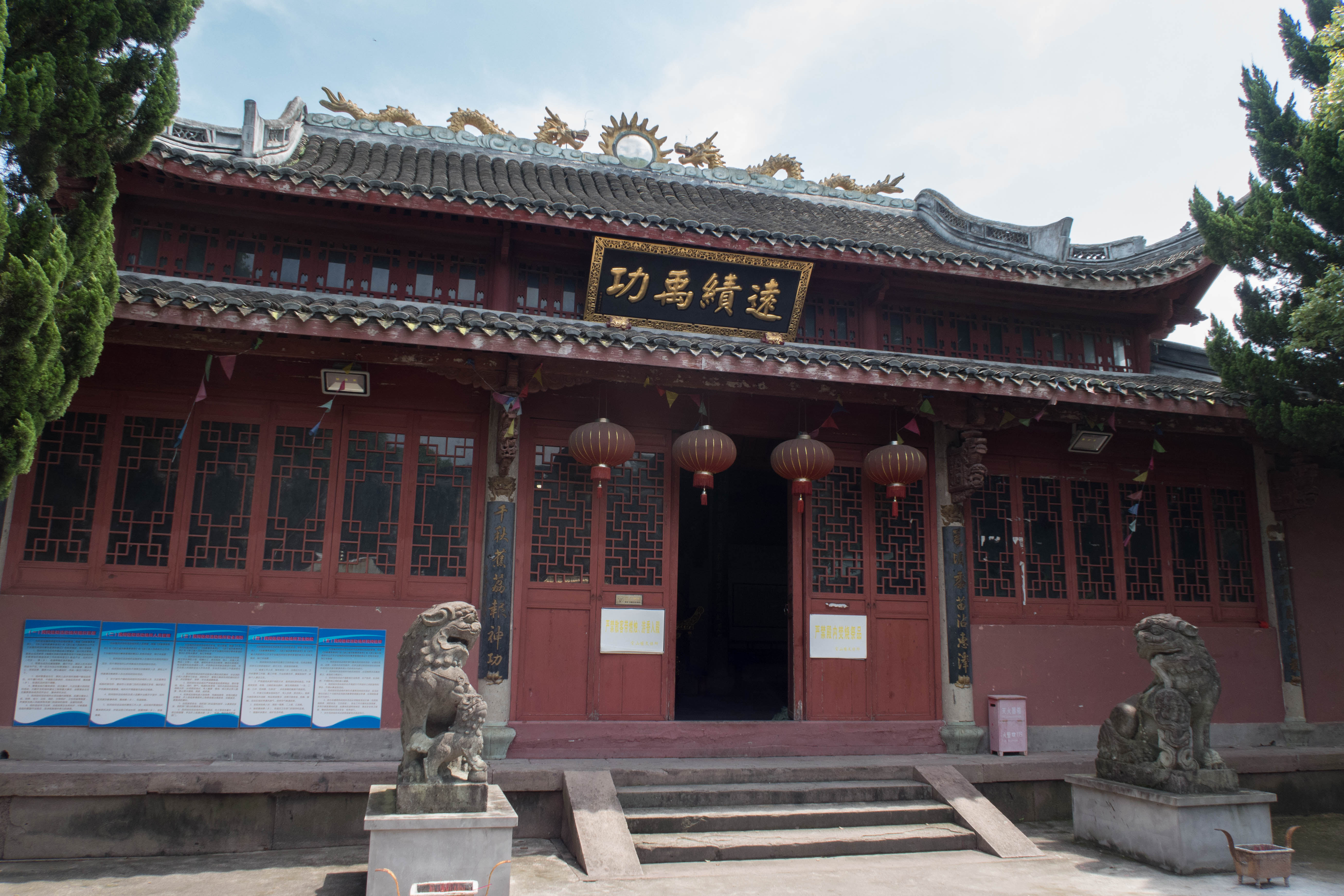
Temple consacré à Wang Yuanwei, fondateur de Tuoshanyan, en bordure du barrage
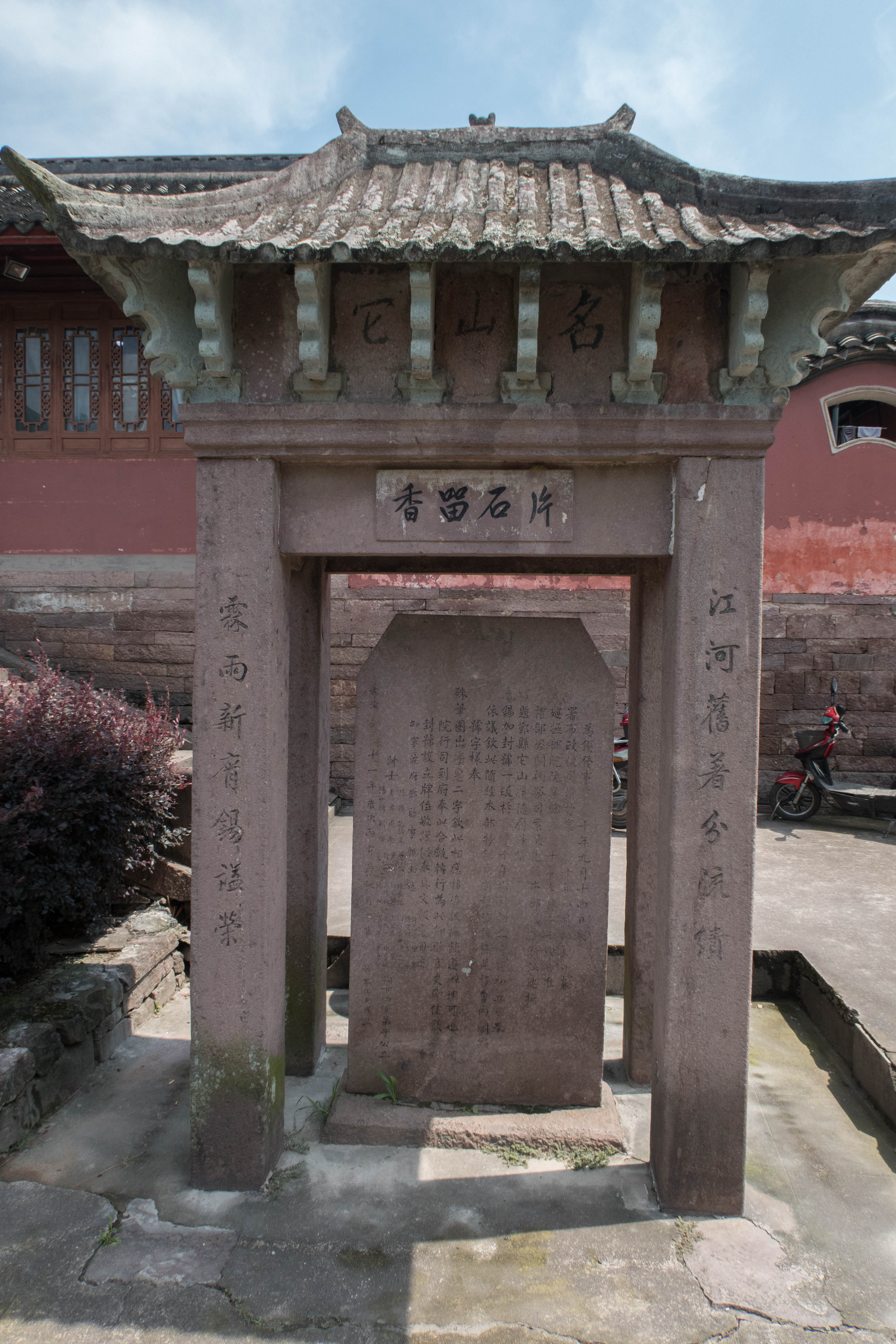
Stèle marquant l'emplacement du temple
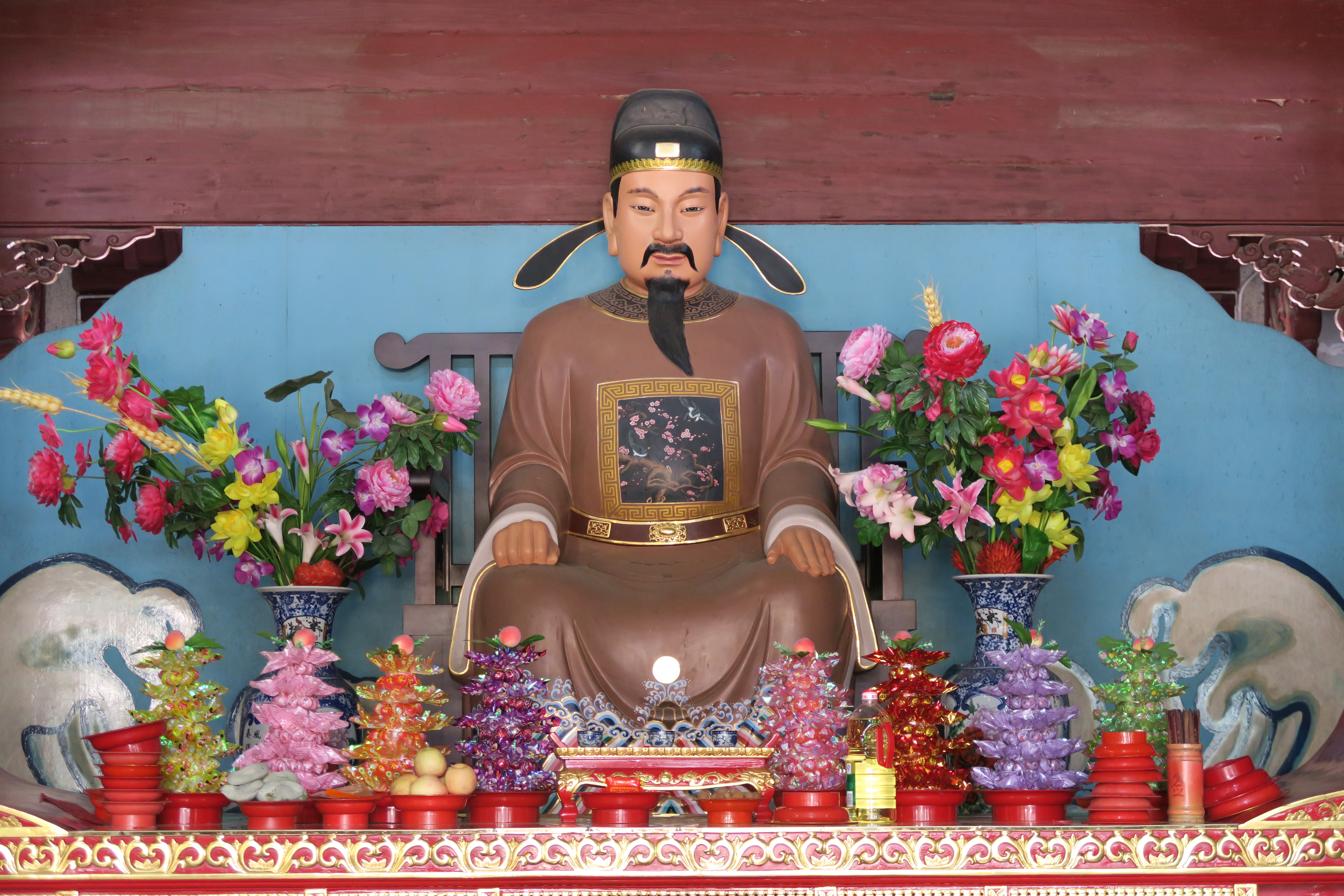
Statue de Wang Yuanwei